# Johann Heermann (Kirchenlieddichter)

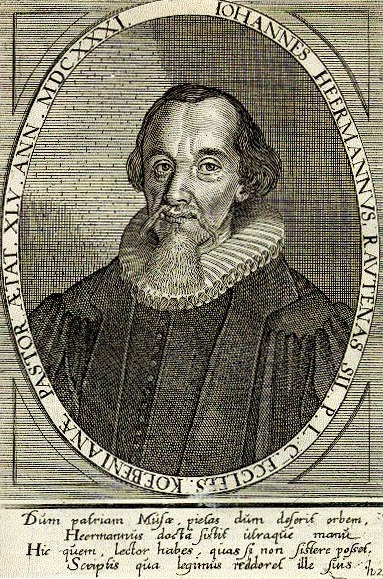
Johann Heermann

Johann Heermann, auch Johannes Heermann (* 11. Oktober 1585 in Raudten, Herzogtum Glogau, Schlesien; † 17. Februar 1647 in Lissa) war ein deutscher Kirchenliederdichter der Barockzeit.

## Leben
Der Sohn eines Kürschners besuchte zunächst die Lateinschule in Fraustadt und 1602–1604 das Breslauer Elisabet-Gymnasium. Anschließend studierte er Theologie an der Universität Straßburg, und 1608 wurde er in Brieg zum poeta laureatus gekrönt. Ab 1611 hatte er das Pfarramt in Köben bei Glogau inne. Stadtbrand, Pest, Kriegsplünderungen, Familienleid, und die Gegenreformation prägten diese Zeit in Schlesien, so dass er schon 1638 sein Köbener Amt aufgeben musste und sich nach Lissa zurückzog.
Als Liederdichter ist er von Martin Opitz und dessen Dichtungsreform beeinflusst. Sein Werk wirkt prägend für Andreas Gryphius, Paul Gerhardt und andere. Er dichtete etwa 400 Lieder. Heermann wird als „Sänger der Trübsal und des Kampfes, doch auch des ungebrochenen Glaubensmuts“ beschrieben.
Erste Veröffentlichungen finden sich in Devota musica cordis, Hauß- und Hertz-Musica; Choräle wie O Gott, du frommer Gott, Herzliebster Jesu, was hast du verbrochen und O Jesu Christe, wahres Licht sind in die evangelischen wie auch katholischen Gesangbücher übergegangen und noch heute im Gebrauch. Von Herzliebster Jesu, was hast du verbrochen existieren auch mehrere englische Übersetzungen, unter anderem von Catherine Winkworth aus dem Jahr 1863 unter dem Titel O dearest Jesus, what law hast thou broken?. Was willst du dich betrüben wurde 1724 Grundlage für Bachs Choralkantate Was willst du dich betrüben, BWV 107; Wo soll ich fliehen hin von 1630 war die Textvorlage für die Bachkantate Wo soll ich fliehen hin, BWV 5 aus demselben Jahr. 
Außerdem erschienen von Heermann asketische Schriften, z. B. Heptalogus Christi (Berlin 1856) und die Lehrdichtungen: Praecepta moralia et sententiae und Exercitium pietatis (lat. u. dt., Breslau 1886), sowie die Gedichtsammlung Teutsche Poemata (1640).
In Bielefeld-Brackwede wurde das Seniorenheim Johann-Heermann-Haus (fertiggestellt 1968) nach ihm benannt.

## Gedenktage
- Evangelische Kirche in Deutschland: 17. Februar im Evangelischen Namenkalender
- Evangelisch-Lutherische Kirche in Amerika: 26. Oktober
- Lutherische Kirche – Missouri-Synode: 26. Oktober